# Georg August von Essen
Georg August von Essen, född 21 september 1759 i Stralsund, död 29 mars 1829 i Nederkalix socken, var en svensk militär.
Efter tjänstgöring vid Österbottens regemente och Björneborgs regemente blev von Essen premiärlöjtnant vid Kajana jägarbataljon 1789 och kapten där 1790. År 1796 blev han överadjutant hos Gustav IV Adolf och utnämnes samtidigt till major i armén. År 1806 blev von Essen kapten vid Österbottens regemente och 1809 överstelöjtnant i generalstaben men sistnämnda år kapten vid Västerbottens regemente och 1810 major vid samma regemente. Han tog avsked 1817. År 1808 utnämndes han till riddare av Svärdsorden.
von Essen var 1777 med i byggandet av fästningen Sveaborg. Han deltog både i Gustav III:s ryska krig 1788–1789 och i 1808–1809 års krig samt bevistade fälttåget mot Norge 1814. Han var chef för Kalix kompani 1810–1817.
von Essen var gift första gången med Fredrika Christina Freidenfelt och andra gången med Magdalena Frosterus, som avled 1849 i Gammelgården i Nederkalix socken.